# ミッドナイト屋台〜ラ・ボンノォ〜
『ミッドナイト屋台〜ラ・ボンノォ〜』（ミッドナイトやたい ラ・ボンノォ）は、2025年4月12日から6月14日まで東海テレビ制作・フジテレビ系列「土ドラ」枠で放送されたテレビドラマ。主演は神山智洋（WEST.）。
また、2025年6月5日にシーズン2「ミッドナイト屋台2～ル・モンドゥ～」（全10話予定）の制作が発表された。シーズン2はLeminoで2025年7月31日より独占配信予定。

## あらすじ
美食家の草加部晋は「泉楽寺」の次男で後継ぎの方丈輝元を高級レストラン連れて行って間もなく亡くなってしまう。
その葬儀に輝元は晋の好物であったカステラを注文していたが、配達員であった遠海翔太が中身を確認していなかったため届かなかった。
悲しみ嘆く輝元の姿に翔太は罪悪感を感じ、寺の台所を利用してカステラ風の卵焼きを作り、葬儀は無事に終了する。
しかし、配達の仕事を連絡も入れずに中断してしまった翔太は職場をクビになり、社員寮を追い出されてしまう。
一方、輝元は晋に最後に食事に連れて行ってもらった際に言われた通り後を継ぐ前に自分の好きな事をやろうと、翔太を誘って屋台を始めようと思いつく。
自分のフレンチの店を開店できないまま燻っていた翔太は輝元の誘いを最初は拒否するが、輝元の説得により2人で屋台「ラ・ボンノォ」を開店する事になる。
最初のメニューは葬儀で出した卵焼きだけだったが、輝元が勝手に書いていたどんなオーダーでも引き受けるという紙を見て吉川美広が亡くなった夫が作ってくれていた焼き飯のレシピを持ってきて再現して欲しいと注文し、試行錯誤の結果その味を再現することに成功する。
こうして、「ラ・ボンノォ」に新たなメニューとして焼き飯が追加されたのだった。そして、今回もまた、思い出の品を再現して欲しい客が「ラ・ボンノォ」を訪れる。

## キャスト

### 主要人物
遠海翔太（とおみ しょうた）〈31〉
演 - 神山智洋（WEST.）（幼少期：尾込泰徠）
フレンチシェフで、屋台の調理担当。実家は京橋の老舗すし店「鮨遠」。
方丈輝元（ほうじょう てるもと）〈28〉
演 - 中村海人（Travis Japan）
古刹「泉楽寺」の次男で、副住職。屋台の接客と味見担当。
実はSNSで「煩悩太郎」という名で辛口グルメレビューを投稿している。

### 泉楽寺
方丈輝徳（ほうじょう てるとく）
演 - 竹中直人
住職。輝元の父。
方丈真耶（ほうじょう まや）
演 - 石田ひかり
寺庭。輝元の母。

### その他
玄田陽美（げんだ はるみ）〈31〉
演 - 剛力彩芽
大人気のフレンチレストラン『ハルミ』のオーナーシェフ。翔太の幼馴染。
岡部則夫（おかべ のりお）
演 - 津田寛治（第2話 - 最終話）
翔太と輝元の屋台「ラ・ボンノォ」に通う常連客。翔太に辛口グルメレビュー投稿者の煩悩太郎と間違われる。

### ゲスト

#### 第1話
吉川美広
演 - 黒谷友香
屋台「ラ・ボンノォ」の1人目の客。インテリアデザイナー。料理のオーダーに「生前の夫が作ってくれた焼き飯が食べたい」とリクエストする。
草加部晋
演 - 鈴木慶一
泉楽寺の檀家。美食家で度々、輝元を高級レストランに誘って食事を共にしていたが、急逝する。
スタッフ
演 - 舘野将平
輝元が草加部に連れて行かれたレストランのスタッフ。

#### 第2話
荒井純平
演 - 波岡一喜
会社員。昔、近所にあった屋台「友来軒」の味噌ラーメンが食べたい、と話す。元高校球児（ピッチャー）で3年の夏は県大会の決勝まで進んだが、自身の暴投でサヨナラ負けし甲子園には出られなかった。
荻田春斗
演 - 園山敬介
純平の翌日に来店した客。高校時代、純平とバッテリーを組んでいたキャッチャー。3年夏の県大会で負けたのは実は自分のパスボールのせいだ、と話す。試合のあと、純平に謝れなかったことを今も後悔している。
客
演 - つじかりん、水野花梨
煩悩太郎のグルメレビューを見て焼き飯を食べに来た客。

#### 第3話
従業員
演 - 一双麻希（役：シェフ、第9話・最終話）、平岡亮（役：受付、第9話・最終話）、杉江優篤（役：ウェイター、最終話）、高田誠
フレンチレストラン『ハルミ』の従業員。

#### 第4話
三原健也
演 - 持田将史（最終話）
売れないお笑い芸人。お笑いコンテストで優勝して恵美にプロポーズしようと考えている。
山中恵美
演 - 村瀬紗英
健也の恋人。父親が牧師で自身もクリスチャン。3年前、輝元と付き合っていた。
森脇
演 - 土佐和成
売れっ子芸人。健也の先輩。

#### 第5話
方丈輝善
演 - 宮崎秋人
輝元の兄。3年前、28歳の時に突然の病で亡くなっている。料理が得意で、よくお好み焼きを作ってみんなに振舞っていた。
医者
演 - ねりお弘晃
3年前、輝善がステージⅣのスキルス性胃がんであることを輝徳と真耶に告げた医師。
客
演 - 窪田翔、杉山麻衣、アイザワアイ
屋台の客。

#### 第6話
方丈輝昌
演 - 大西利空（第5話）
輝元の弟。大学生。「ラ・ボンノォ」を快く思っていない。実は泉楽寺を継ぎたいと思っている。
須田拓実
演 - 岩井拳士朗
岡部に絡まれる客。
客
演 - 高山結衣、滝口愛奈、葉月ことみ、華乃井かほ、鈴音かな、小嶋凛
”数珠タピオカ”を買いにくる若い女性客。

#### 第7話
遠海岳志
演 - 寺島進（最終話）
翔太の父。寿司屋「鮨遠（しおん）」を営んでいるが、近々店を閉めようと考えている。
誠、幸子、小田綾乃
演 - 有福正志、土屋美穂子、齋藤里菜
「鮨遠」の常連客。
従業員
演 - ゆかわたかし
翔太がマグロを仕入れに来る魚市場の従業員。

#### 第8話
宗夫
演 - 大鷹明良（第9話）
青果店「たちばなや」店主。
従業員
演 - 雲母翔太
野菜の配達に寺に来る「たちばなや」従業員。
客
演 - 下東久美子
屋台の常連客。

#### 第9話
矢島明
演 - 金子ノブアキ（第8話・最終話）
個人投資家。パリに出店するレストランのシェフに翔太をスカウトしにくる。
店員
演 - 関隼汰
酒屋の店員。

## スタッフ
- 企画 - 市野直親（東海テレビ）[1]
- 脚本 - 吉高寿男[1]、三谷伸太朗[25]、A・ロックマン[26]、木江恭[27]
- 演出 - 清水康彦、草場尚也、大内田龍馬、山口龍大朗[1]
- 音楽 - 菅原一樹[1]
- 主題歌 - WEST.「BIG LOVE SONG」（ELOV-Label）[28]
- プロデューサー - 遠山圭介（東海テレビ）、小林有衣子（イースト・フィルム）、斎藤嘉久（イースト）、江口きぬえ（イースト）[1]
- コーディネート - 重松圭一（g）[1]
- 制作協力 -  イースト・フィルム[1]
- 制作著作 - 東海テレビ[1]

## 放送日程
| 話数   | 放送日  | サブタイトル                                                  | サブタイトル           | 脚本          | 演出       |
| 話数   | 放送日  | 地上波                                                        | 配信                   | 脚本          | 演出       |
| ------ | ------- | ------------------------------------------------------------- | ---------------------- | ------------- | ---------- |
| 第1話  | 4月12日 | 夜の寺で絶品料理?シェフ&僧侶の屋台!! 笑顔で食べる焼き飯       | 玉子焼きと通夜振る舞い | 吉髙寿男      | 清水康彦   |
| 第2話  | 4月19日 | 愛とケンカと仲直り 家でも簡単に作れる!? 幻の味噌ラーメン!!    | 煩悩が導く味噌ラーメン | 吉髙寿男      | 清水康彦   |
| 第3話  | 4月26日 | 簡単アレンジで誕生 香り高きカレーライス ついに決意の告白!?    | カレーライスは適当に   | 吉髙寿男      | 清水康彦   |
| 第4話  | 5月03日 | 元カノがやってきた 衣に一工夫のカツレツ&究極の塩むすび!?      | 最高の組み合わせ       | 三谷伸太朗    | 草場尚也   |
| 第5話  | 5月10日 | じゃがいもが決め手 もっちりお好み焼き!?家族思い出の味に涙     | 時を超えるお好み焼き   | 三谷伸太朗    | 大内田龍馬 |
| 第6話  | 5月17日 | 頑固な弟の心動かす ジュワッ&トロッ食感 フレンチ風親子丼!?     | 親子の親子丼           | A・ロックマン | 大内田龍馬 |
| 第7話  | 5月24日 | 琥珀色の（秘）コンソメスープで絆取り戻せ!! ラストに衝撃展開!? | 相続と父の味           | 中園勇也      | 大内田龍馬 |
| 第8話  | 5月31日 | 謎の常連客の正体は コク旨ソースに悶絶!? 絶品!!真鯛のポワレ    | ポワレはパリを超えて   | 吉髙寿男      | 山口龍大朗 |
| 第9話  | 6月07日 | 最高のスペシャリテ 3日間かける濃厚な味 極上牛ほほ肉煮込み     | 最高のスペシャリテ     | 木江恭        | 清水康彦   |
| 最終話 | 6月14日 | パリへ旅立つ相棒へ愛情を込めた（秘）弁当!! 2人が選ぶ未来は⁉   | 最後の晩飯             | 吉髙寿男      | 清水康彦   |

- 第4話は『土曜プレミアム 映画 ジュラシック・ワールド』（フジテレビ制作、（21:00 - 23:15）のため5分繰り下げ、23時45分 - 翌0時40分に放送された。
- 第5話は『土曜プレミアム 映画ジュラシック・ワールド/炎の王国 』（フジテレビ制作、（21:00 - 23:20）のため10分繰り下げ、23時50分 - 翌0時45分に放送された。